# NSW TrainLink Mariyung

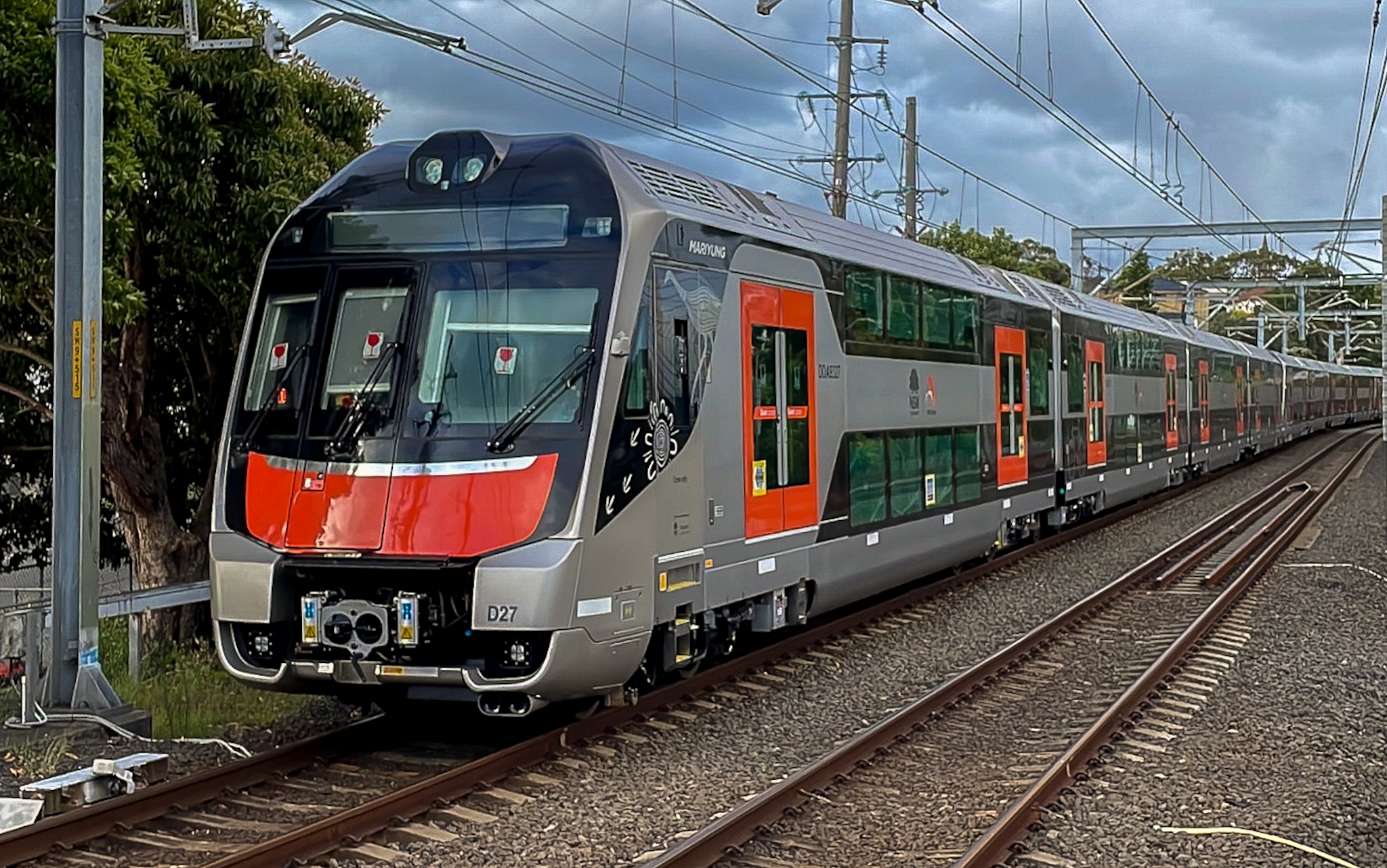
Überführungsfahrt nach der Verschiffung

Die Züge der Baureihe D von NSW TrainLink sind elektrische Doppelstock-Intercityzüge. Sie erhielten den Namen Mariyung, was auf Darug einen Emu bezeichnet. Die Züge werden seit 2024 von Sydney nach Lithgow, Newcastle, Kiama und Port Kembla eingesetzt. Je 61 Vier- und Sechswagenzüge werden seit 2019 von Hyundai Rotem im südkoreanischen Changwon gefertigt.

## Geschichte
Zum Ersatz der V-Züge und damit die OSCAR-Züge in den Vorortverkehr zurückkehren können, wurde 2014 der Bau neuer Intercity-Züge beschlossen. Bis September 2015 kamen vier Unternehmen beziehungsweise Konsortien in die engere Auswahl: Alstom, Stadler, Downer Rail/CRRC Changchun und UGL Rail/Mitsubishi Electric/Hyundai Rotem.
Das Konsortium von Hyundai Rotem gewann im August 2016 die Ausschreibung und erhielt den Auftrag, 77 Vierteiler und 34 Sechsteiler zu bauen und für 15 Jahre in einer neuen Werkstatt in Kangy Angy zu warten. Im Februar 2019 wurden weitere 42 Wagen bestellt, um 21 Vierteiler auf sechs Wagen zu verlängern. Eine weitere Bestellung erfolgte im September 2021, sodass jetzt 610 Wagen, verteilt auf 61 Vierteiler und 61 Sechsteiler gebaut werden. Der Auftrag hat einen Wert von vier Milliarden AU-$.
Die Inbetriebnahme verzögerte sich aufgrund von Sicherheitsbedenken der Gewerkschaft RTBU. Der Fahrgasteinsatz begann schließlich Ende 2024 auf der Strecke von Sydney nach Newcastle.
Ein Steuerwagen wurde 2024 auf der Messe InnoTrans in Berlin ausgestellt.

## Technik

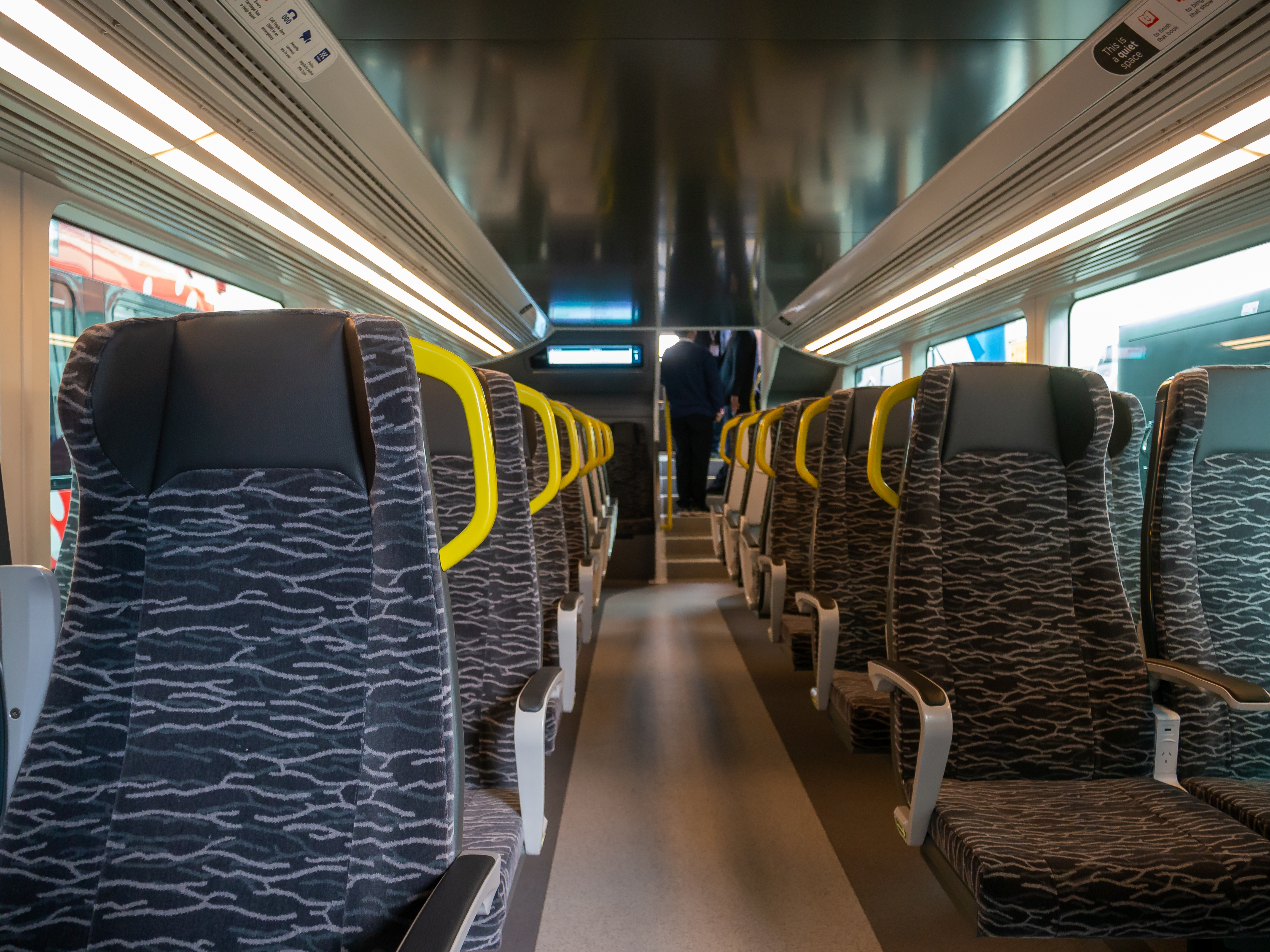
Fahrgastraum im Unterdeck

Die Mariyung-Züge entsprechen in ihren Abmessungen weitgehend den Doppelstockwagen des Sydneyer Vorortverkehrs. Während dort maximal Achtwagenzüge fahren, sind auf den Intercitylinien 204 Meter lange Doppeltraktionen mit zehn Wagen vorgesehen. Wegen ihrer für Sydney typischen Breite von über drei Metern musste die Blue Mountains Line umgebaut werden.
Gegenüber älteren Zügen weisen die Mariyung einige Neuerungen auf. So sind sie unter anderem mit Videoüberwachung, Klimaanlage, Ladebuchsen und Fahrgastinformationssystemen innen und außen ausgestattet.
Obwohl die Züge für den Einmannbetrieb ausgelegt sind, bleiben weiterhin mindestens zwei Personen im Zug.

## Einsatz
Die Züge werden seit 2024 rund um Sydney im elektrischen Intercityverkehr von NSW TrainLink eingesetzt. Auf der Blue Mountains Line von Sydney nach Lithgow führte Downer Rail Anpassungsarbeiten wie ein größeres Profil und Bahnsteigverlängerungen durch. Die anderen beiden Intercitystrecken führen nach Newcastle (Central Coast & Newcastle Line) beziehungsweise nach Port Kembla oder Kiama (South Coast Line).

## Galerie

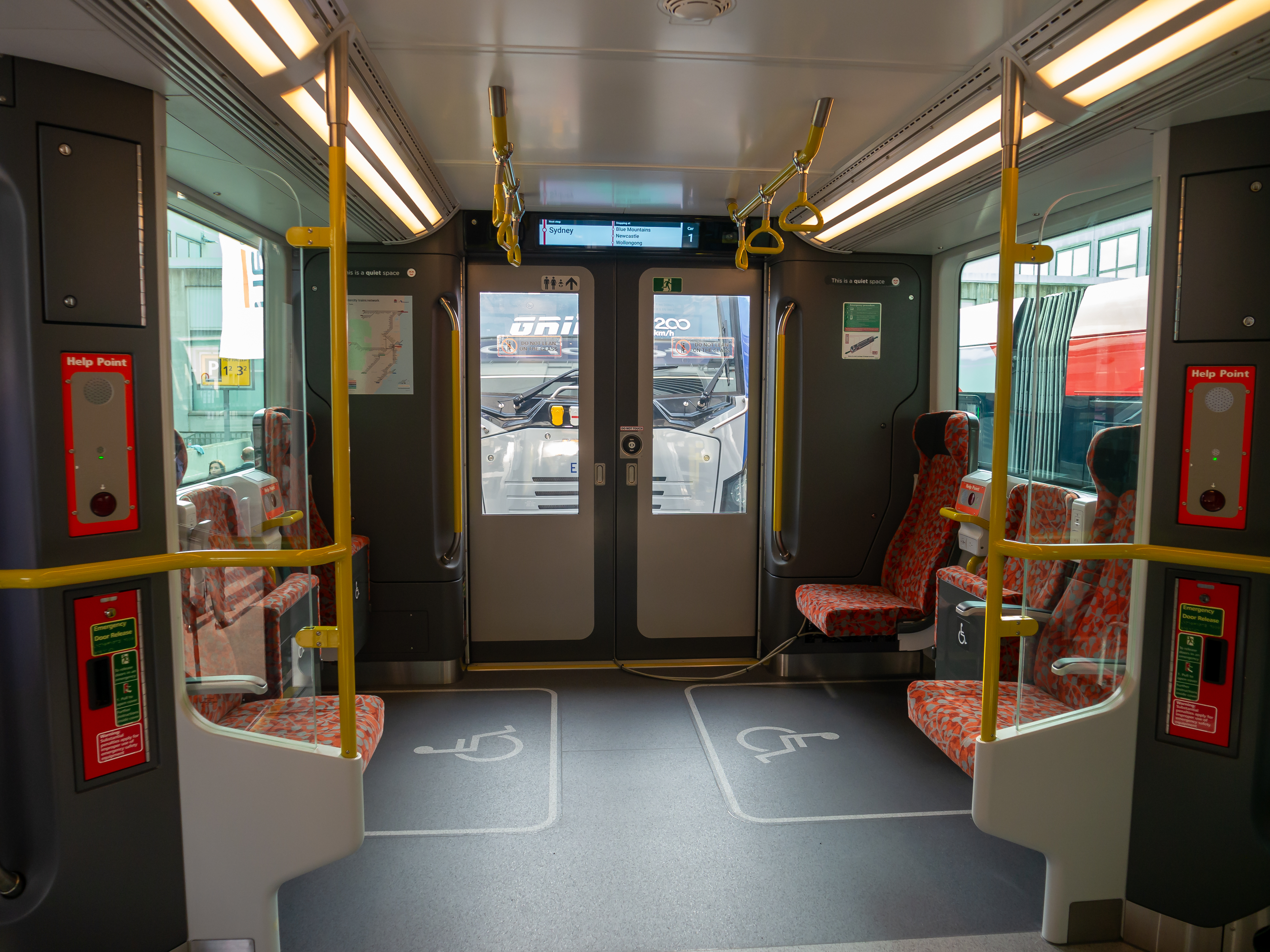
Eingangsbereich
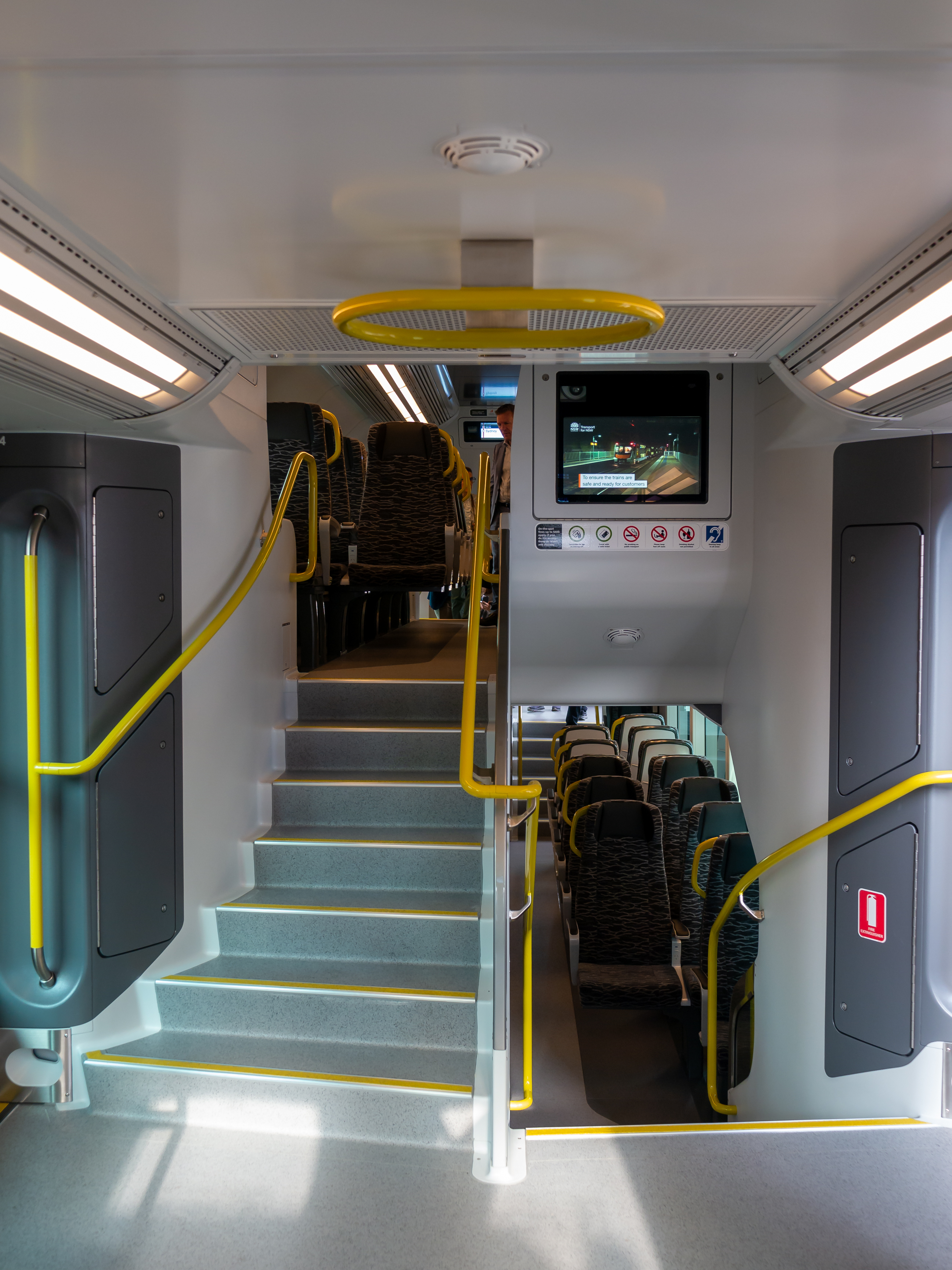
Treppe
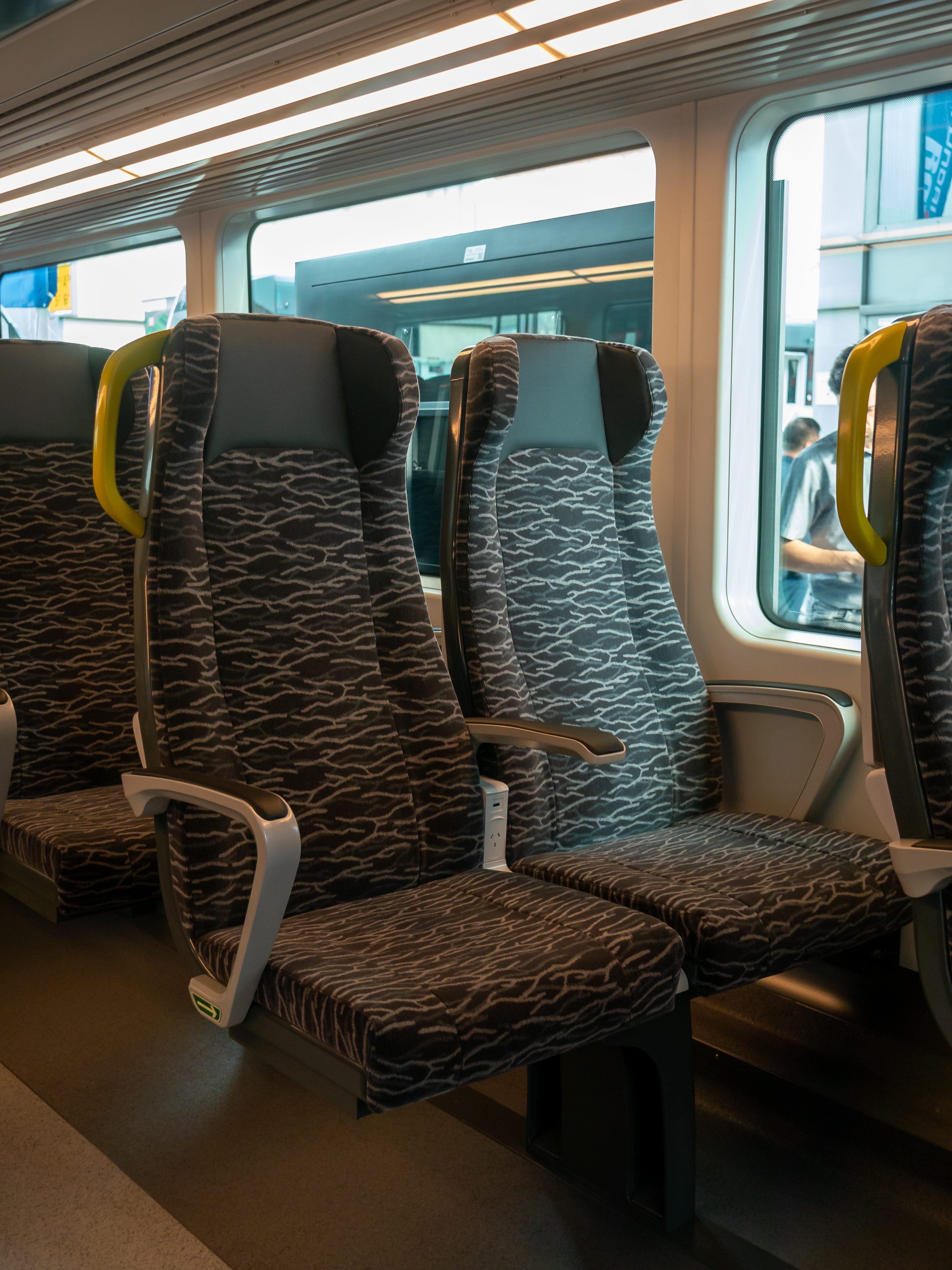
Sitze
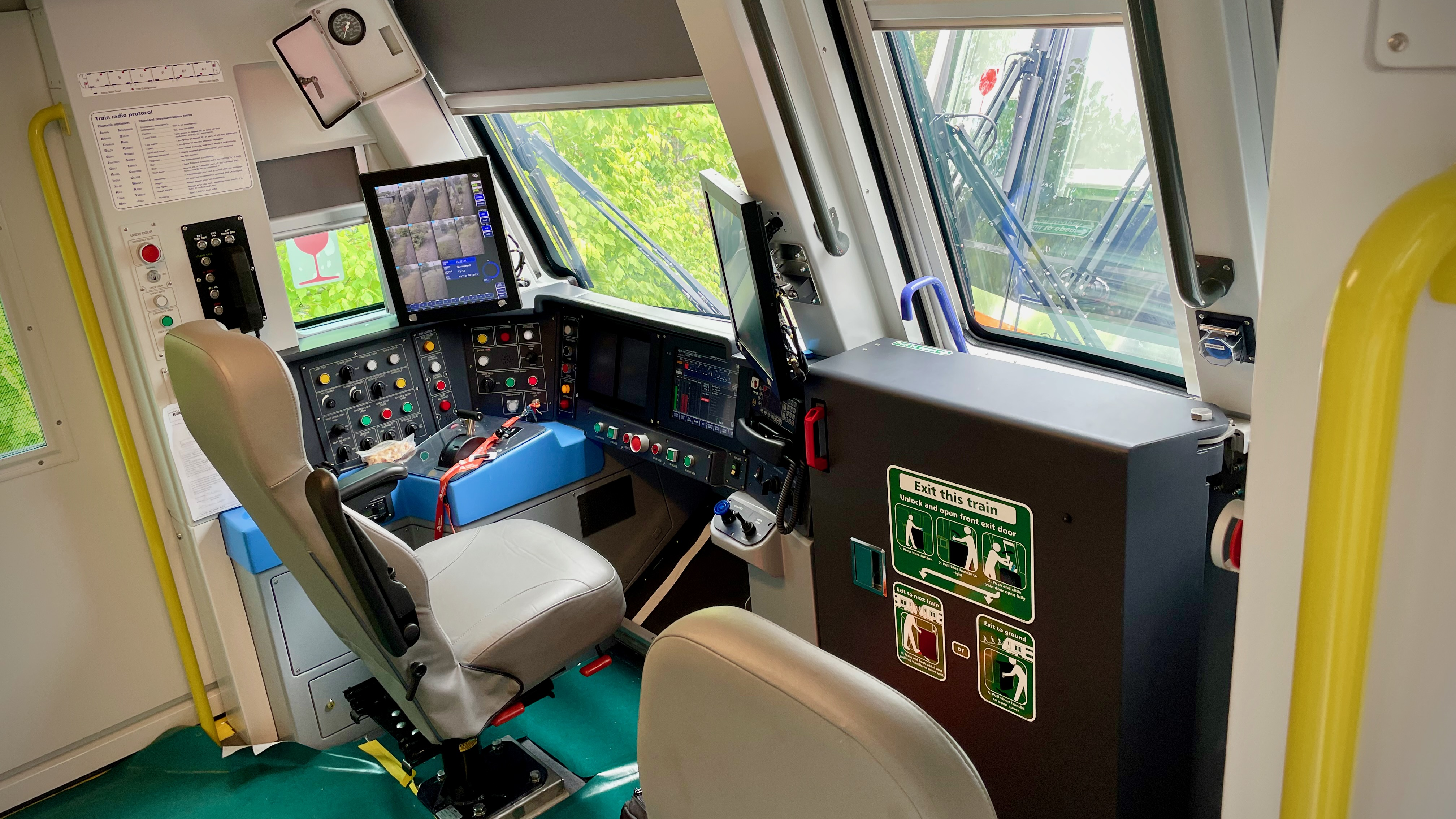
Führerstand